# Зореній-де-Вале
Зореній-де-Вале (рум. Zorenii de Vale) — село у повіті Клуж в Румунії. Входить до складу комуни Мочу.
Село розташоване на відстані 305 км на північний захід від Бухареста, 36 км на схід від Клуж-Напоки.

## Населення
За даними перепису населення 2002 року у селі проживали 314 осіб.
Національний склад населення села:
| Національність | Кількість осіб | Відсоток |
| -------------- | -------------- | -------- |
| румуни         | 289            | 92,0%    |
| угорці         | 25             | 8,0%     |

Рідною мовою назвали:
| Мова      | Кількість осіб | Відсоток |
| --------- | -------------- | -------- |
| румунська | 289            | 92,0%    |
| угорська  | 25             | 8,0%     |